# 江潮 (嘉靖進士)
江潮（1523年—？），字大潤，又字萬潮，號仰峰，福建漳州府漳浦縣人，明朝政治人物。

## 生平
嘉靖三十一年（1552年）壬子科福建鄉試第七十一名舉人。嘉靖三十五年（1556年）中式丙辰科三甲第六十五名進士。工部观政，授浙江永嘉县知县，三十八年致仕。

## 家族
曾祖江弘泰；祖父江子浩；父江文會，母蔡氏；繼母蔡氏。兄江梦麟、弟江宠济、江龍，俱生员；江濂、江漢。